# Prosimulium mixtum
Prosimulium mixtum är en tvåvingeart som beskrevs av John Thomas Irvine Boswell Syme och Davies 1958. Prosimulium mixtum ingår i släktet Prosimulium och familjen knott. Inga underarter finns listade i Catalogue of Life.